# Посёлок опытного хозяйства центральной торфо-болотной опытной станции
Посёлок опытного хозяйства центральной торфо-болотной опытной станции — посёлок сельского типа в Дмитровском районе Московской области, в составе городского поселения Дмитров. Население — 46 чел. (2010).

## География
Посёлок расположен в центральной части района, примерно в 5 км северо-западнее Дмитрова, на левом берегу реки Яхромы, высота центра над уровнем моря 126 м. Ближайшие населённые пункты — посёлок фабрики Первое Мая на противоположном берегу реки, Савелово и Кончинино на юге.

## История
В 1915 году был основан Кончининский опытный участок в Дмитровском уезде Московской губернии. В 1919 году он был преобразован в Яхромское болотное опытное поле. В 1932 году Яхромское болотно-опытное поле было преобразовано в Московскую опытную болотную станцию (МОБОС). Московская опытная болотная станция, расположенная на Яхромской пойме, доказала, что на бывших болотах можно получать рекордные урожаи овощей.
Посёлок сформировался в 1967 году при объединении Московской областной опытной станции (МОБОС) и Центральной торфяной опытной станции (ЦТОС). Филиал ВНИИМЗ в советское время располагался на западной окраине Дмитрова (Заречье).
До 2006 года посёлок входил в состав Настасьинского сельского округа.

## Население
| 2002 | 2006 | 2010 |
| ---- | ---- | ---- |
| 55   | ↗65  | ↘46  |